# チェジュ航空2216便事故
チェジュ航空2216便事故（チェジュこうくう2216びんじこ、韓国語: 12·29 제주항공 여객기 참사）は、2024年12月29日にチェジュ航空2216便（ボーイング737-800）が大韓民国（韓国）全羅南道務安郡の務安国際空港への胴体着陸に失敗し、大破炎上した航空事故である。事故により乗員・乗客181名のうち乗員2名を除く179名が死亡した。
チェジュ航空では2006年の運航開始以来初の死亡事故となり、韓国航空機による死亡事故としては、2013年に3人が死亡したアシアナ航空214便着陸失敗事故以来となる。また、韓国国内で発生した航空事故としては、2002年に発生した中国国際航空129便墜落事故の死者129人を上回る航空機事故となった。

## 事故機

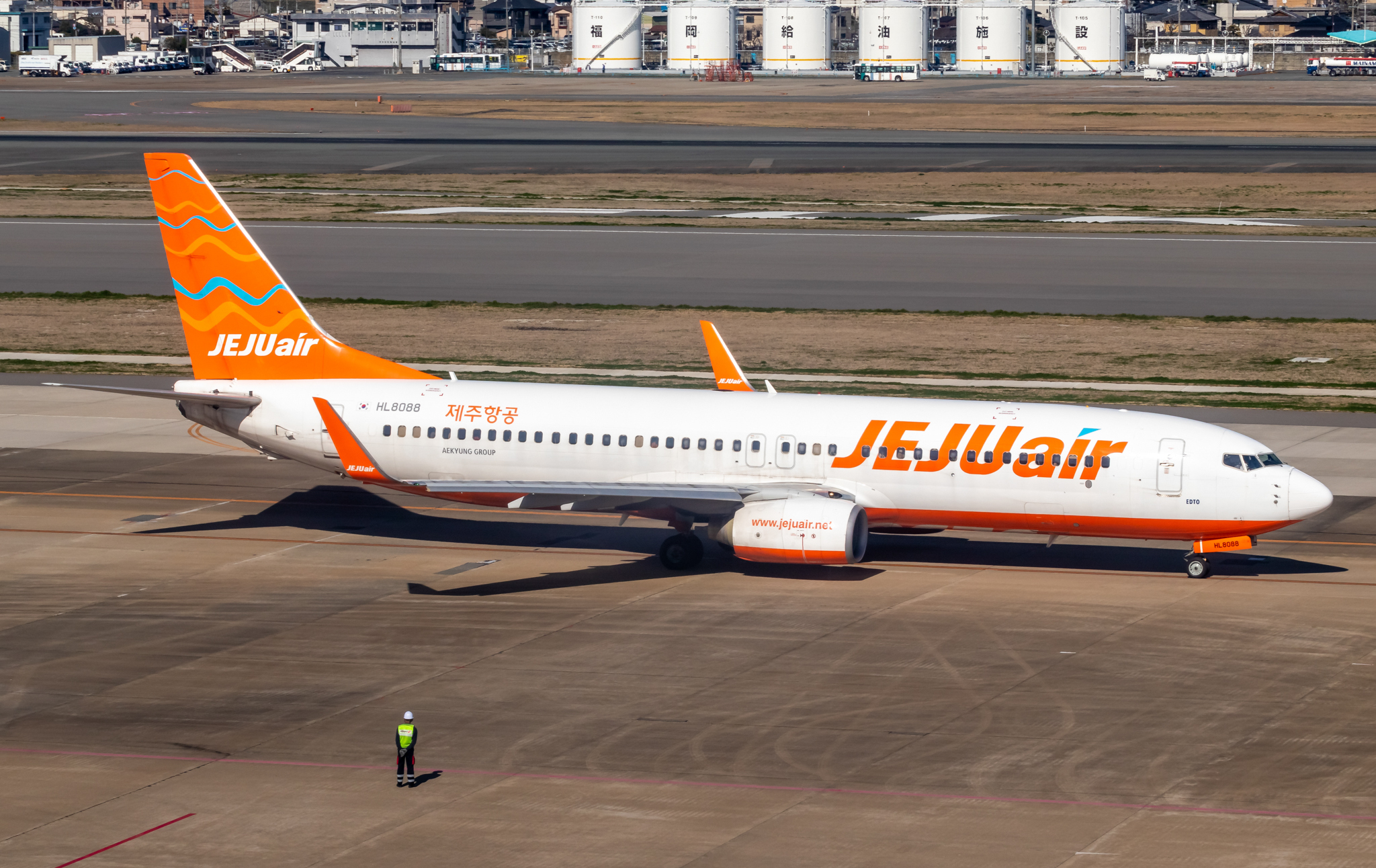
2023年3月14日に福岡空港で撮影された事故機

事故機は2009年8月19日に初飛行し、アイルランドのライアンエアがリースで導入した（当時の機体記号：EI-EFR）、9月4日引き渡しが行われた。
2016年11月24日に返却された後、2017年2月3日にチェジュ航空がリース契約し、同月5日にソウルの金浦国際空港へ飛来。同月10日から運用開始した。事故機は、事故2日前の12月27日にバンコク→務安→済州→北京大興→済州→務安→コタキナバルで運用されていた。そのうち、バンコク→務安の出発時にエンジンが停止したため、乗客がチェジュ航空に問い合わせたが、「特に問題ない」と返されたという。事故翌日の30日にチェジュ航空が事故調査委員会に提出した資料では、前述のエンジン停止問題は事実でないとされた。さらに、Flightradar24によると、済州→北京大興運航時には仁川にダイバートした後、3時間後に北京大興へ向け再度出発していた。また事故機は、発生前日の同月28日に長崎空港発着の運用（7C1831便/1832便）にも入っていた。
事故発生直後、会社側は事故機は過去に事故履歴が全くないとしていた。だが、韓国空港公社による韓国国会委員会への報告で、2021年2月17日にソウル/金浦発済州行きの当該機が離陸時に損傷事故を発生させていたことが発覚した。この件では国土交通部から安全規定違反として、課徴金2億2,000万ウォンを科されていたが、会社側は航空法上事故でない軽微な事故であり、履歴としていないとした。
韓国LCCにおける2024年第3四半期（7 - 9月）の旅客機1機当たりの月平均運航時間はチェジュ航空が418時間と最も長く、事故を起こした旅客機も、事故の前の48時間で計13回運航していた。収益性の極大化のために過度に引き上げられた機体の稼働率や整備士不足が、整備不良を招いた可能性が指摘されている。

## 事故の経緯

チェジュ航空2216便の飛行経路

2216便はタイのバンコクにあるスワンナプーム国際空港を2時11分 (UTC+7) に出発した。
事故は現地時間9時7分頃 (UTC+9) に発生した。当初、事故機は務安国際空港南側から滑走路01ヘの着陸進入をしており、ADS–Bの最終位置情報は8時58分・空港の南約1マイルの点であった。タイ空港のケラティ・キジマナワット局長によると、このとき機体や滑走路に異常は報告されていなかった。

チェジュ航空2216便の務安国際空港進入経路の概要図。

2216便は現地時間8時54分（KST 、 UTC+9）務安国際空港の滑走路01への着陸を許可されたが、その3分後である8時57分、同機は管制塔からバードストライクの危険を警告され、着陸を待つように指示を受けた。その約2分後である8時58分56秒、操縦士がメーデーを発し、ゴーアラウンドしていることを伝えた。
9時3分、2216便は3つすべてのランディングギアが展開しない状態のまま、旋回後北側から滑走路19に沿って1,200メートルの地点への胴体着陸を試みた。機体は滑走路をオーバーランし、偶然撮影されたビデオ映像には、機体がエンジンナセル上で機首上げ姿勢のまま滑走路を滑る様子が記録されていた。その後、2216便は滑走路末端を約250メートル過ぎ、ILSアレイのある外壁に200 km/hほどの高速で衝突、爆発・炎上した。両方のエンジンが外壁にめり込み、尾翼が前方に転がり、機体は逆さまに反転した。前部胴体の残骸が外壁から20〜300メートル過ぎたところで発見されたほか、外壁も部分的に損傷した。
地元住民は、衝突前に機体の右翼から炎と火花が上がり、爆発音と「金属が擦れる音」を聞いたと証言しているほか、右エンジンに鳥の群れが飲み込まれ、火災が発生したという報告もある。また空港付近のレストラン経営者は、バイクのエンジンのバックファイアのような「大きな音」を聞き、レストランの屋上に駆け上がって事故の様子を54秒間撮影、動画はインターネット上で拡散された。
事故当日の滑走路は工事の影響により、普段の2800メートルから300メートルほど短縮して運用されていた。

## 乗員・乗客
| 国別 | 合計 | 死亡者数 | 生存者数 |
| ---- | ---- | -------- | -------- |
| 韓国 | 179  | 177      | 2        |
| タイ | 2    | 2        | 0        |
| 累計 | 181  | 179      | 2        |

本事故により、乗客全175人と乗員4人の計179人が死亡した。これは2002年に金海国際空港近くで発生した中国国際航空129便墜落事故の129人を上回り、韓国国内で発生した航空事故としては最多の死者数となった。また、2024年に世界で発生した航空事故としても最多の死者数であり、B737シリーズで発生した事故ではライオン・エア610便墜落事故（189人死亡）についで、2番目に死者数の多い事故である。
乗客175人のうち、2人はタイ国籍、残り173人は韓国国籍だった。乗客の最年長者は1946年生まれ、最年少者は2021年生まれだった。乗客175人のうち男性は82人、女性は93人だった。乗客5人は10歳未満だった。乗客のほとんどはバンコクへの5日間のクリスマスパッケージツアーから帰国する人で、ツアーを企画した旅行会社が飛行機をチャーターしていた。乗客のうち、8人は和順郡の現職または元職員、5人は全羅南道教育庁の行政職員であると報告された。
機長は2019年からチェジュ航空の従業員であり、6,823時間の飛行経歴を積んでいた。副操縦士の飛行経歴は1,650時間だった。
生存者は2人とも後方ジャンプシートに座っていた客室乗務員で、1人は肋骨・肩甲骨・上部脊椎を骨折し、もう1人は足首と頭部を負傷した。いずれも意識のある状態で、木浦の別々の病院で治療を受けた後、ソウルの病院に移送された。

## 調査
韓国の航空・鉄道事故調査委員会（ARAIB）によって調査が開始され、アメリカの国家運輸安全委員会（NTSB）が連邦航空局（FAA）とボーイング社と共に調査に参加した。
コックピットボイスレコーダー（CVR）が良好な状態で、フライトデータレコーダー（FDR）が一部破損した状態で回収された。破損したフライトレコーダーは韓国国内での解析が困難であったため、NTSBに送られることとなった。
2025年1月7日、韓国国土交通部は事故機のエンジンから羽毛が発見されたことを発表し、少なくともひとつのエンジンがバードストライクを受けたことを確実とした。
ローカライザーが備え付けられたコンクリートの構造物も事故の一因として挙げられているため、国土交通部は全国の空港で類似構造物の点検を実施し、構造物の撤去や再設置などの方針を示した。

## 反応

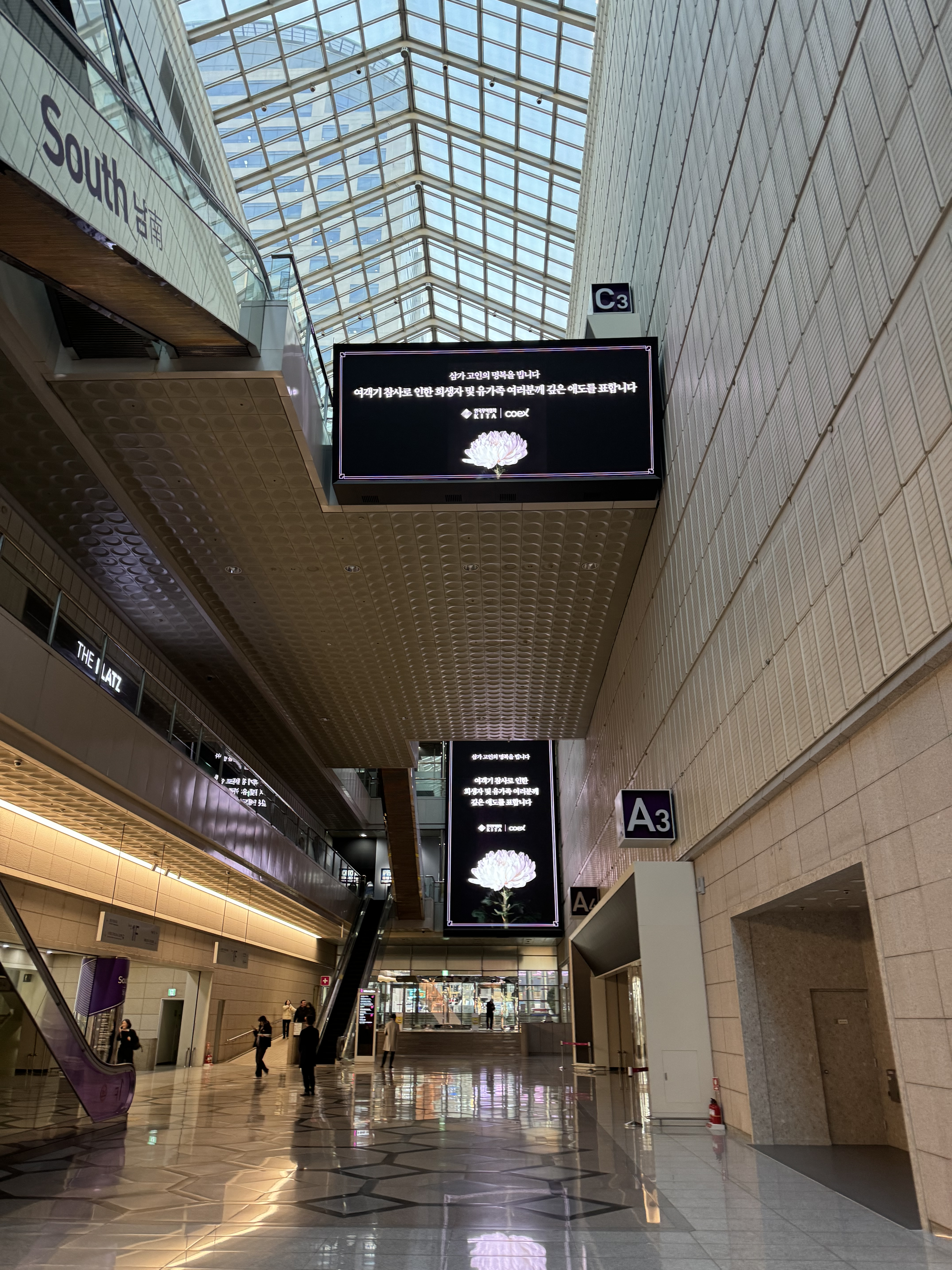
ソウル特別市江南区にあるCOEXコンベンションセンター内に掲示されていた韓国貿易協会（KITA）による追悼メッセージ。
「航空機惨事による被害者や遺族の皆さんに深い哀悼を示します」とある。（2025年1月）
事故を受け、韓国国内では国家哀悼期間の間同様の追悼メッセージが各所で掲出された。

チェジュ航空はウェブサイト上で事故について謝罪する声明を発表し、チケット購入リンクを一時的に削除した。航空券のキャンセルも相次ぎ、事故後24時間でその数は約68,000件にのぼった。機体及び運用体制の安全確認や事故調査もあり、2025年1月3日午後、事故に関する第6次ブリーフィングにおいて、チェジュ航空は1月6日以降冬期ダイヤが終了する3月29日迄の運航便およそ1,900便あまりを減便するとした。
事故発生した務安国際空港は事故により当初1月1日午前5時までの予定で滑走路を閉鎖し、その後、現場周辺の破片の精密捜索のほか、韓米合同調査を実施のため1月7日午前5時まで延長され、更に事故機回収や現場調査及び破損空港施設復旧のため4月18日まで再延長された。
務安国際空港に就航している競合LCCのジンエアーは、2025年3月30日までの同空港発着便払戻及び旅程変更手数料免除を発表し、当面運休扱いにするとしている。また、事故直前に到着した同社同型機1機（HL8012）が前述の空港滑走路閉鎖で運用不可能となっていたが、2025年2月16日に当局による金浦国際空港へのフェリーフライトが許可され離陸、点検整備後に運用復帰見込みとなった。
事故発生当日の14時頃には大統領代行・崔相穆が事故現場の務安国際空港に到着し、現地当局者などに人命救助に最優先で取り組むよう指示するとともに「遺族にはいかなる慰めの言葉も足りない」と述べた。また、2025年1月4日までの1週間を「国家哀悼期間」としたことから、年末年始に予定されていたイベントの中止や延期が相次いだ。しかし、チェジュ航空の親会社の愛敬グループが大晦日に水原市内のホテルで行事を行ったことに批判が集まり、代表理事は1月4日に謝罪した。
韓国国土交通部は事故機種ボーイング737-800に関して、今回の事故に加え、2024年12月30日朝、チェジュ航空ソウル/金浦発済州行き101便（HL8090）で着陸装置に異常が発生し、金浦国際空港へ引き返したことや、ノルウェーでも28日に油圧系統の不具合により緊急着陸するトラブルが発生していたことを受け、30日から翌年1月3日（後日、1月10日まで延長）にかけて、韓国内の同型機全101機（チェジュ航空39機、ジンエアー19機、ティーウェイ航空27機、イースター航空10機、大韓航空2機、エア・インチョン4機）のエンジンなどの主要系統の整備履歴の全数検査を指示した。
2025年1月10日、国土交通部は遺族と協議した後、事故の韓国における公式名を「12·29 제주항공 여객기 참사（12・29チェジュ航空旅客機惨事）」に決めたと明らかにし、事故現場の「務安」を用いた呼称を地域感情に影響しかねない「誤った表現」だと強調した。
ローカライザー補強事業開始の2020年5月当時、韓国空港公社社長だった孫昌浣は2025年1月、自宅で死亡した。